# Sea of Cowards
Sea of Cowards – drugi album studyjny amerykańskiego zespołu rockowego The Dead Weather. Wydany został 7 maja 2010 w Irlandii, a następnie 10 maja w Wielkiej Brytanii i 11 maja w USA.
Przez okres 24 godzin od 30 kwietnia do 1 maja album był do odsłuchania na stronie zespołu w wersji ciągle odtwarzanej z płyty winylowej. Pojawił się na 11. miejscu listy magazynu Rolling Stone zawierającej 30 Najlepszych Albumów roku 2010.
Jack White tak oto objaśnił znaczenie nazwy albumu (z angielskiego dosłownie „Morze tchórzy”) w rozmowie z gazetą „The Sun”: „Tytuł albumu odnosi się do sposobu, w jaki Internet pozwala ludziom na tchórzliwe, niewerbalne atakowanie innych osób, kryjąc się jednocześnie pod zmyślonymi imionami. Wydaje mi się, że to pokolenie nie jest świadome istoty ponoszenia odpowiedzialności.
Internet pozwala ludziom na to, by umieszczać w nim wypowiedzi, które cały świat może przeczytać, ale są zbyt wielkimi tchórzami, by podpisać się własnym imieniem.”
W dniu 3 maja, jeszcze przed wydaniem albumu, zespół zagrał specjalny koncert w studio nagrań White’a – Third Man Records, podczas którego wykonał wszystkie utwory z albumu Sea of Cowards. Wydarzenie to można było zobaczyć na MySpace, a następnie na kanale YouTube zespołu.

## Lista utworów
1. „Blue Blood Blues” – 3:22 (Fertita/Lawrence/White)
2. „Hustle and Cuss” – 3:45 (Lawrence/Mosshart)
3. „The Difference Between Us” – 3:37 (Mosshart/White)
4. „I’m Mad” – 3:16 (Fertita/Lawrence/Mosshart/White)
5. „Die by the Drop” – 3:29 (Fertita/Lawrence/Mosshart)
6. „I Can’t Hear You” – 3:35 (Fertita/Lawrence/Mosshart/White)
7. „Gasoline” – 2:44 (Fertita/Lawrence/Mosshart/White)
8. „No Horse” – 2:49 (Fertita/Lawrence/Mosshart/White)
9. „Looking at the Invisible Man” – 2:42 (Fertita/White)
10. „Jawbreaker” – 2:58 (Fertita/Lawrence/Mosshart)
11. „Old Mary” – 2:53 (White)

## Skład
- Alison Mosshart: wokal, grzechotki, gitara rytmiczna, syntezator
- Jack White: perkusja, wokal, gitara
- Dean Fertita: organy, fortepian, syntezator, gitara prowadząca
- Jack Lawrence: gitara basowa, perkusja